# Arthur Seymour John Tessimond
Arthur Seymour John Tessimond (* 19. Juli 1902 in Birkenhead; † 13. Mai 1962 in Chelsea, London) war ein englischer Dichter.

## Leben
A.S.J. Tessimond besuchte bis zum Alter von 14 Jahren die Birkenhead School und anschließend die elitäre Privatschule Charterhouse School. Mit 16 Jahren riss er von dort aus. Von 1922 bis 1926 besuchte Tessimond die University of Liverpool, wo er die Studienfächer Englische Literatur, Französisch, Philosophie und Griechisch belegte. Später zog er nach London um, wo er bezahlten Tätigkeiten in Bücherläden nachging und zusätzlich kleinere Arbeiten als Kopierer annahm.
Nachdem er dem Kriegsdienst im Zweiten Weltkrieg entgehen konnte, diagnostizierte man später eine psychische Erkrankung bei ihm. Tessimond litt demnach an einer bipolaren Störung und wurde zu therapeutischen Maßnahmen einer Elektrotherapie unterzogen.
Tessimond starb im Jahr 1962 an einer Gehirnblutung.

## Karriere
Die ersten Gedichte Tessimonds wurden in den 1920er Jahren in Literaturmagazinen abgedruckt. Insgesamt veröffentlichte er zu seinen Lebzeiten drei Gedichtbänder: The Walls of Glass (1934), Voices in a Giant City (1947) sowie Selections (1958).
Mitte der 1970er Jahre war Tessimonds Schaffen Thema einer englischen Radioserie mit dem Titel Portrait of a Romantic. Zusammen mit der posthumen Veröffentlichung des Werkes Not Love Perhaps im Jahr 1972, wuchs das öffentliche Interesse an seinen Arbeiten; letztendlich wurde ausgewählte Lyrik Tessimonds in englischen Schulbüchern zum Lehrstoff.

## Werke
- The Walls of Glass 1934.
- Voices in a Giant City 1947.
- Selections 1958.